# Hate Crime
Hate Crime to amerykański film fabularny (dramat kryminalny) z 2005 roku, napisany, wyprodukowany i wyreżyserowany przez Tommy'ego Stovalla, opowiadający historię młodego homoseksualisty dążącego do pomszczenia śmierci partnera wynikłej ze zbrodni nienawiści.
Film uzyskał dziewięć nagród podczas pięciu światowych festiwali filmowych.